# Schefflera attenuata
Schefflera attenuata är en araliaväxtart som först beskrevs av Olof Swartz, och fick sitt nu gällande namn av David Gamman Frodin. Schefflera attenuata ingår i släktet Schefflera och familjen araliaväxter. Inga underarter finns listade.